# Бірке Гайлом
Бірке Гайлом (англ. Birke Haylom, нар. 6 січня 2006) — ефіопська легкоатлетка, яка спеціалізується в бігу на середні дистанції.

## Спортивні досягнення
Чемпіонка світу серед юніорів у бігу на 1500 метрів (2022).
Рекордсменка світу серед юніорів з бігу на 1 милю (4.17,13; 2023).